# Oberbuchsiten
Oberbuchsiten es una comuna suiza del cantón de Soleura, ubicada en el distrito de Gäu. Limita al norte con las comunas de Balsthal y Hoderbank, al este con Egerkingen, al sur con Neuendorf, Niederbuchsiten y Kestenholz, y al oeste con Oensingen.

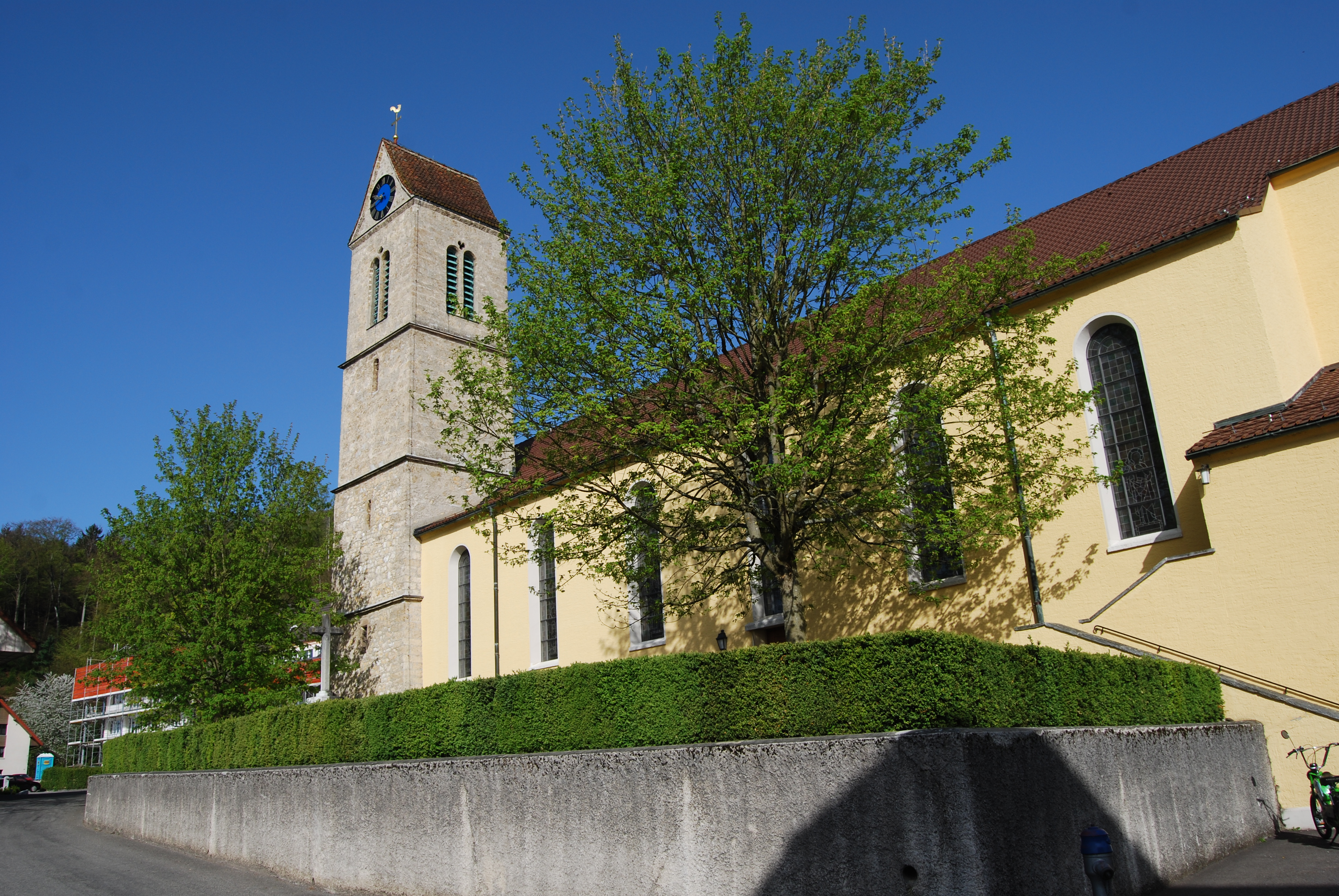
Oberbuchsiten

## Transportes
Ferrocarril
Cuenta con una estación ferroviaria en la que efectúan parada trenes regionales.